# Chodkowo-Biernaty
Chodkowo-Biernaty (prononciation : [xɔtˈkɔvɔ bjɛrˈnatɨ]) est un village polonais de la gmina de Płoniawy-Bramura dans le powiat de Maków de la voïvodie de Mazovie dans le centre-est de la Pologne.

## Histoire
De 1975 à 1998, le village appartenait administrativement à la voïvodie d'Ostrołęka.